# Karabin Accuracy International AS50
AS50 – samopowtarzalny wielkokalibrowy karabin wyborowy produkowany w Wielkiej Brytanii, oparty na zasadzie odprowadzenia części gazów prochowych przez boczny otwór w lufie. Obudowa AS50 jest wykonana ze stali wysokiej jakości. Karabin posiada lufę samonośną ze stali nierdzewnej z wysokoefektywnym hamulcem wylotowym, który sprawia, że odrzut jest mniejszy niż w karabinie AW50. Na górze oraz po bokach karabinu umieszczone są szyny Picatinny, pozwalające na montaż dowolnej optyki i osprzętu. AS50 może zostać rozłożony w czasie krótszym niż trzy minuty. Karabin jest zasilany z jednorzędowych magazynków o pojemności 5 nabojów.